# Mateo García
Mateo Ezequiel García (Córdoba, Argentina, 10 de septiembre de 1996), conocido como Mateo García, es un futbolista argentino que juega de centrocampista y su primer equipo fue Instituto de Córdoba. Actualmente juega en el Atlas F. C. de la Primera División de México.

## Trayectoria
Formado en Instituto de Córdoba debutó en el primer equipo, que participaba en la Primera B Nacional argentina con 17 años.
Tras dos temporadas en las que se hizo con la titularidad del club cordobés, en agosto de 2016 fichó por la UD Las Palmas. El 10 de septiembre debutó en Primera División, saliendo de titular ante el Sevilla Fútbol Club.
El 13 de julio de 2017, fue cedido para la temporada 2017-18 al Club Atlético Osasuna. Tras una primera vuelta con escaso protagonismo (12 partidos, sin goles) Osasuna y UD Las Palmas acordaron la finalización del contrato de cesión. De esta manera el jugador pasó a formar parte de la AD Alcorcón continuando cedido hasta final de temporada.
La temporada siguiente volvió a ser cedido, esta vez al Aris Salónica de la Superliga de Grecia. Al finalizar la temporada volvió al club canario, si bien no se incorporó al equipo a la espera de ser traspasado. El 18 de agosto se produjo dicho traspaso al Estrella Roja de Belgrado, club serbio con el que firmó por cuatro temporadas.
El 2 de octubre de 2020 volvió al Aris griego, en esta ocasión tras ser adquiridos sus derechos, en un traspaso cifrado por la prensa serbia en 1,3 millones de euros. Tras tres temporadas en Grecia al finalizar su contrato, se marchó al Atlas Fútbol Club de la Primera División de México.

## Estadísticas

### Clubes
Actualizado hasta su último partido disputado el 17 de abril de 2025.
| Club                             | Div.          | Temporada     | Liga  | Liga  | Liga   | Copas nacionales | Copas nacionales | Copas nacionales | Copas internacionales | Copas internacionales | Copas internacionales | Total | Total | Total  |
| Club                             | Div.          | Temporada     | Part. | Goles | Asist. | Part.            | Goles            | Asist.           | Part.                 | Goles                 | Asist.                | Part. | Goles | Asist. |
| -------------------------------- | ------------- | ------------- | ----- | ----- | ------ | ---------------- | ---------------- | ---------------- | --------------------- | --------------------- | --------------------- | ----- | ----- | ------ |
| Instituto A. C. C. Argentina     | 2.ª           | 2013-14       | 1     | 0     | 0      | —                | —                | —                | —                     | —                     | —                     | 1     | 0     | 0      |
| Instituto A. C. C. Argentina     | 2.ª           | 2014          | 2     | 0     | 0      | 2                | 0                | 1                | —                     | —                     | —                     | 4     | 0     | 1      |
| Instituto A. C. C. Argentina     | 2.ª           | 2015          | 20    | 1     | 0      | —                | —                | —                | —                     | —                     | —                     | 20    | 1     | 0      |
| Instituto A. C. C. Argentina     | 2.ª           | 2016          | 19    | 2     | 0      | 1                | 0                | 0                | —                     | —                     | —                     | 20    | 2     | 0      |
| Instituto A. C. C. Argentina     | Total club    | Total club    | 42    | 3     | 0      | 3                | 0                | 1                | 0                     | 0                     | 0                     | 45    | 3     | 1      |
| U. D. Las Palmas · España        | 1.ª           | 2016-17       | 19    | 2     | 0      | 4                | 2                | 2                | —                     | —                     | —                     | 23    | 4     | 2      |
| U. D. Las Palmas · España        | Total club    | Total club    | 19    | 2     | 0      | 4                | 2                | 2                | 0                     | 0                     | 0                     | 23    | 4     | 2      |
| C. A. Osasuna · España           | 2.ª           | 2017-18       | 11    | 0     | 0      | 1                | 0                | 0                | —                     | —                     | —                     | 12    | 0     | 0      |
| C. A. Osasuna · España           | Total club    | Total club    | 11    | 0     | 0      | 1                | 0                | 0                | 0                     | 0                     | 0                     | 12    | 0     | 0      |
| A. D. Alcorcón · España          | 2.ª           | 2017-18       | 21    | 2     | 0      | —                | —                | —                | —                     | —                     | —                     | 21    | 2     | 0      |
| A. D. Alcorcón · España          | Total club    | Total club    | 21    | 2     | 0      | 0                | 0                | 0                | 0                     | 0                     | 0                     | 21    | 2     | 0      |
| Aris Salónica F. C. · Grecia     | 1.ª           | 2018-19       | 30    | 10    | 1      | 2                | 1                | 0                | —                     | —                     | —                     | 32    | 11    | 1      |
| Aris Salónica F. C. · Grecia     | 1.ª           | 2020-21       | 29    | 1     | 0      | 2                | 1                | 0                | —                     | —                     | —                     | 31    | 2     | 0      |
| Aris Salónica F. C. · Grecia     | 1.ª           | 2021-22       | 30    | 4     | 2      | 3                | 0                | 0                | 2                     | 0                     | 0                     | 35    | 4     | 2      |
| Aris Salónica F. C. · Grecia     | 1.ª           | 2022-23       | 33    | 3     | 3      | 4                | 0                | 0                | 2                     | 0                     | 0                     | 39    | 3     | 3      |
| Aris Salónica F. C. · Grecia     | Total club    | Total club    | 122   | 18    | 6      | 11               | 2                | 0                | 4                     | 0                     | 0                     | 137   | 20    | 6      |
| Estrella Roja de Belgrado Serbia | 1.ª           | 2019-20       | 15    | 4     | 2      | 1                | 0                | 0                | 8                     | 1                     | 0                     | 24    | 5     | 2      |
| Estrella Roja de Belgrado Serbia | Total club    | Total club    | 15    | 4     | 2      | 1                | 0                | 0                | 8                     | 1                     | 0                     | 24    | 5     | 2      |
| Atlas F. C. · México             | 1.ª           | 2023-24       | 27    | 1     | 2      | —                | —                | —                | 3                     | 1                     | 0                     | 30    | 2     | 2      |
| Atlas F. C. · México             | 1.ª           | 2024-25       | 19    | 0     | 0      | —                | —                | —                | 3                     | 0                     | 1                     | 22    | 0     | 1      |
| Atlas F. C. · México             | Total club    | Total club    | 46    | 1     | 2      | 0                | 0                | 0                | 6                     | 1                     | 1                     | 52    | 2     | 3      |
| Total carrera                    | Total carrera | Total carrera | 276   | 30    | 10     | 20               | 4                | 3                | 18                    | 2                     | 1                     | 314   | 36    | 14     |
| 1. 2.                            |               |               |       |       |        |                  |                  |                  |                       |                       |                       |       |       |        |

## Palmarés

### Títulos nacionales
| Título              | Club          | País   | Año  |
| ------------------- | ------------- | ------ | ---- |
| Superliga de Serbia | Estrella Roja | Serbia | 2020 |